# گرگ‌ها در نشان‌ها

نشان خانوادگی شهر لوبس، لهستان

گرگ در قرون وسطی به طور گسترده در اشکال مختلف در علم نشان‌شناسی استفاده شده است. گرچه معمولاً به عنوان شکارچی دام و آدم‌خوار مورد نفرت بود، اما همچنین به عنوان حیوانی نجیب و شجاع در نظر گرفته می‌شد و به طور مکرر بر روی نشان‌ها و تاج‌های بسیاری از خانواده‌های نجیب‌زاده ظاهر می‌گردید. این نماد معمولاً نشان‌دهنده پاداش‌های استقامت در محاصره‌های طولانی یا کار سخت بود.

## تاریخچه

### جزایر بریتانیا و سایر نشان‌های انگلیسی‌زبان
گرگ‌ها به‌طور مکرر در نشان‌های انگلیسی ظاهر می‌شوند و هم به‌عنوان یک نشان (charge) و هم به‌عنوان نگه‌دارنده (supporter) دیده می‌شوند. سر گرگ، بدون نمایش باقی بدن، به‌ویژه در نشان‌شناسی اسکاتلندی رایج است.
تصاویر اولیه‌ی گرگ‌ها در نشان‌شناسی تا حدی مبهم هستند و می‌توان آن‌ها را با دیگر موجودات نشان‌ها مانند سیاه‌گوش‌ها و روباه‌ها اشتباه گرفت.
ادوارد چهارم (۱۴۴۲–۱۴۸۳) از یک گرگ سفید به‌عنوان یکی از نشان‌های خود استفاده کرد، همراه با یک شیر سفید، که نشان‌دهنده‌ی نسب او از خاندان مورتیمِر بود.
گرگ یا سر آن اغلب به‌عنوان بازی زبانی (canting) بر روی نام‌هایی مانند ویدلو (Videlou)، دو لو (de Lou) (هر دو ثبت‌شده در Great Roll ناشناس بین سال‌های ۱۳۰۸–۱۴۱۴)، لوپوس (Lupus) (در دوره‌ی سلطنت ادوارد سوم)، وولفرستون (Wolferston) (در Henry VI Roll، حدود ۱۴۲۲–۱۴۶۱)، وولسلی (Wolseley)، لاوت (Lovett)، لو (Low)، لاول (Lovell)، لوپتون (Lupton) و البته ولف (Wolfe) به کار رفته است.
گرگ‌ها در نشان‌شناسی به اشکال زیر یافت می‌شوند:
- به‌صورت rampant (خیزان) در نشان شورای شهر لوت، لینکلن‌شایر (انگلستان)
- به‌صورت demi (نیم‌تنه) در تاج پیتر جان کرابتری (کانادا)
- به‌صورت demi (نیم‌تنه) و دارای بال در تاج والتر ویلیام روی برادفورد (کانادا)
- تنها سرها در نشان جیمز توماس فِلاد (کانادا)
- به‌عنوان supporters (نگه‌دارنده) در نشان شهرداری گرین‌استون، انتاریو
- به سبک Salish در نشان روستای بلکارا، بریتیش کلمبیا

«هیولای انفیلد» (Enfield beast)، یک موجود خیالی با ترکیبی از سر روباه، چنگال‌های جلویی عقاب و پاها و دم گرگ است. این موجود به‌عنوان تاج خانواده‌ی ایرلندی کلی (Kelly) ظاهر می‌شود و همچنین در نشان و به‌عنوان نگه‌دارنده‌ی شورای پیشین بخش انفیلد و جانشین آن، بخش لندن انفیلد (انگلستان) استفاده شده است.

### قاره‌ی اروپا
گرگ همچنین در نشان شناسی کشورهای اروپای قاره‌ای به چشم می‌خورد. در نشان شناسی اسپانیایی، گرگ‌ها بسیار رایج هستند و اغلب به‌صورت گرگ‌هایی که بدن بره‌ای را در دهان یا بر پشت خود حمل می‌کنند، به تصویر کشیده می‌شوند. هنگامی که گرگ در چنین حالتی نمایش داده شود، به آن ravissant گفته می‌شود.
گرگ‌ها همچنین در نشان شناسی آلمانی متداول هستند. شهر پاسائو (باواریا) یک گرگ قرمز rampant (خیزان) را روی سپری سفید دارد. در زاکسن، یک گرگ سیاه rampant بر روی سپری زرد در تاج خانواده‌ی فون ولفرسدورف (von Wolfersdorf) نقش بسته است. یک گرگ سبز که یک قوی مرده را در آرواره‌های خود نگه داشته است، بر روی سپری زرد در تاج و نشان خاندان کنت‌های فون براندنشتاین-تسپلین (von Brandenstein-Zeppelin) به تصویر کشیده شده است.
در نشان شناسی ایتالیایی، گفته می‌شود که نشان‌های منتسب به رمولوس و رموس گرگ کاپیتولین (Capitoline Wolf) را نشان می‌دهند. یک نشان بدون تاریخ میلانی، که ظاهراً در Biblioteca Trivulziana در میلان نگهداری می‌شود، بره‌ای را نشان می‌دهد که بر پشت خوابیده و گرگی بر فراز آن ایستاده است.
در نشان شناسی فرانسوی، «شکارچی گرگ سلطنتی» (Wolfcatcher Royal) به‌عنوان نشان رسمی خود دو سر گرگ داشت که به سمت جلو نگاه می‌کردند.
یک موجود شاخ‌دار و گرگ‌مانند به نام Calopus یا Chatloup در برهه‌ای با خانواده‌های فولجامب (Foljambe) و کاتهوم (Cathome) مرتبط بوده است.
در دوران معاصر، نشان خانوادگی جدایی‌طلبان سکولار در چچن گرگ را به تصویر می‌کشید، زیرا گرگ (borz) تجسم ملی چچن (یا ایچکریا) محسوب می‌شود. بعدها اسلام‌گرایان این نشان را حذف کردند، و رژیم حاکم تحت حمایت روسیه نیز آن را به‌طور کامل کنار گذاشت، اما دولت سکولار در تبعید همچنان از آن استفاده می‌کند. علاوه بر این، بسیاری از دیگر نشان‌های ملی چچن (از هر سه حکومت آن) از گرگ به‌عنوان نماد نشان شناسی استفاده کرده‌اند. نه‌تنها گرگ حیوان ملی چچن است، بلکه مردم چچن از نظر نمادین گاه به گرگ‌ها نسبت داده می‌شوند (نه به‌طور جدی، بلکه به‌صورت نمادین یا طنزآمیز)، و افسانه‌هایی وجود دارد که اجداد آن‌ها توسط «مادر گرگ» بزرگ شده‌اند. ویژگی‌های گرگ همچنین به‌طور مکرر در توصیفات شاعرانه درباره‌ی مردم چچن به کار می‌رود، از جمله معروف‌ترین جمله که اعضای ملت چچن را «آزاد و برابر همچون گرگ‌ها» توصیف می‌کند.

## مثال‌هایی از گرگ‌ها در نشان‌شناسی

تصویری رایج از یک گرگ heraldic باسکی (سالازار، ناوارا).
نشان خانوادگی (Coat of arms) شهرداری سیپو (Sipoo) در فنلاند.
نشان خانوادگی (Coat of arms) شهرداری والتی‌مو (Valtimo) در فنلاند.
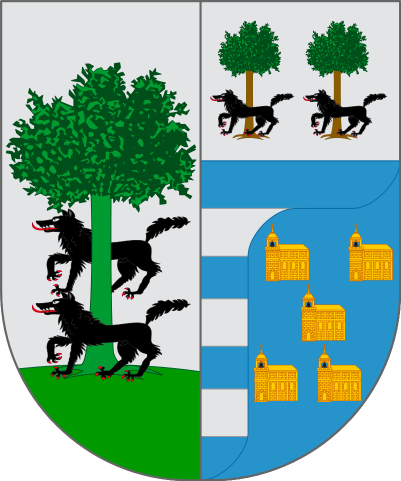
نشان خانوادگی (Coat of arms) شهر بوستوریا (Busturia) در کشور باسک، اسپانیا.
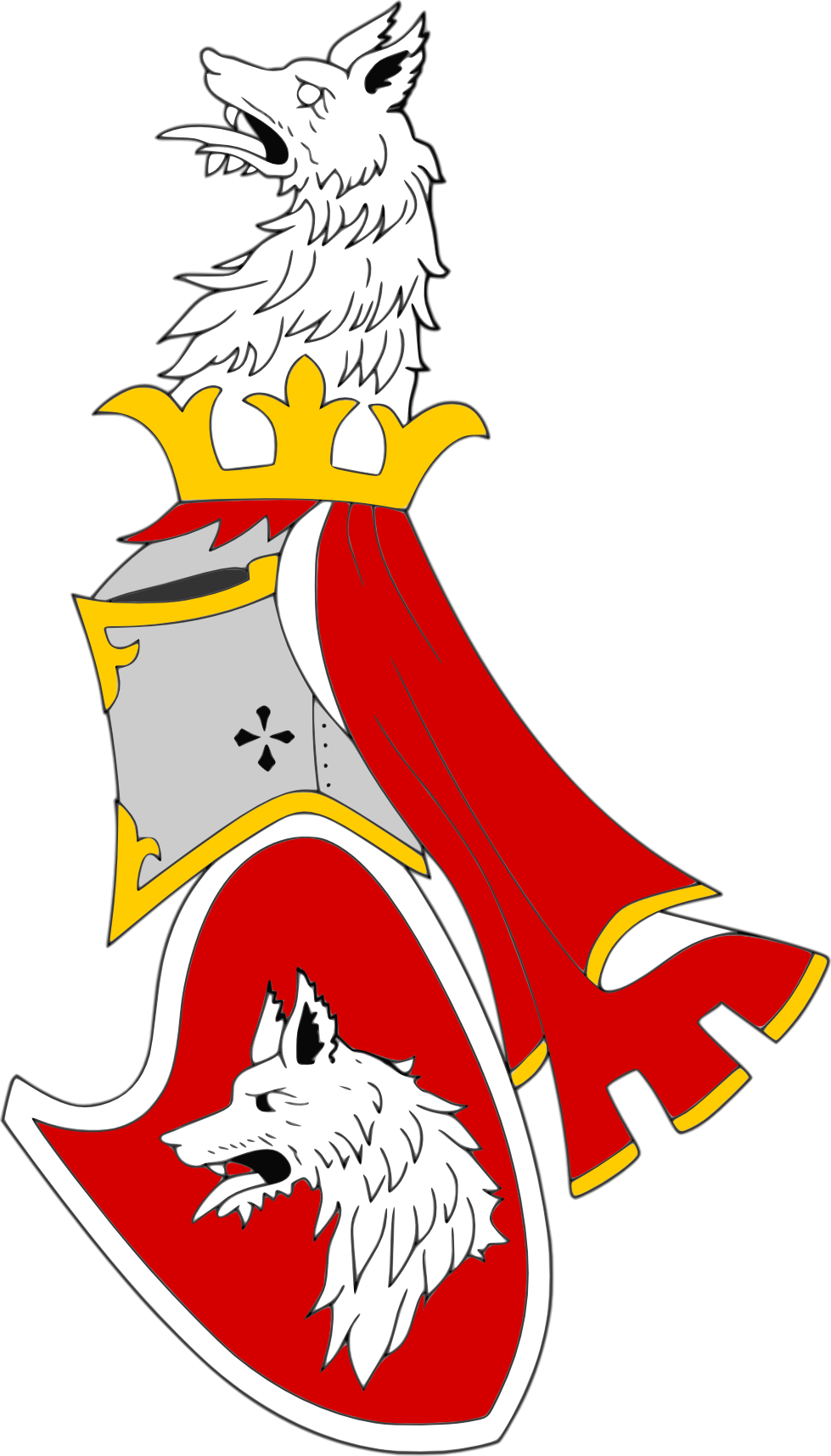
نشانه (Sigil) خاندان نجیب بالسیچ (Balšić).
نماد هنگ اول CBRN «والنسیا» (ارتش اسپانیا).
مهر چچنی (ایچکریا) که گرگ، تجسم نمادین ملت، را به تصویر می‌کشد.
نشان خانوادگی پیشنهادی نامیک اسماعیل برای ترکیه که گرگ آسنیا (Asena) را به تصویر می‌کشد.